# Sock hop
Sock hop ist der Name für eine Tanzveranstaltung, die in den 1950er und 1960er Jahren in den USA kreiert wurde. In dieser Zeit wurde der Rock ’n’ Roll immer populärer. Es fanden viele zwanglose Tanzveranstaltungen in den High Schools statt, typischerweise in der Cafeteria oder noch häufiger in der Turnhalle.
Am Anfang stand der Ausdruck für das Ablegen der eigenen Schuhe, um Abnutzungsstreifen der Sohlen auf dem Boden zu verhindern.
In Ready Teddy, einem Rock-’n’-Roll-Song von Little Richards Debüt-Album Here’s Little Richard (1957), heißt es:
All the flat top cats and the dungaree dolls,
Are headed for the gym to the sock hop ball,
The joint is really jumpin', the cats are going wild,
The music really sends me, I dig that crazy style
(Text: John Marascalco, Robert Blackwell)
In den folgenden Dekaden, in denen Sneakers und andere Schuhtypen immer verbreiteter wurden, hat der Brauch, die Schuhe abzulegen, an Bedeutung verloren. So wurde die Bezeichnung sock hop für jeden zwanglosen Schultanz eingesetzt.